# 從母
從母（白一平轉寫：dz-）是中古漢語的一個聲母，屬齒音精組，全濁聲母。
幾乎所有從母字都是一等、三等或四等字。

## 擬音
因爲大多數漢語、域外方音、對音中，從母大多發/d͡z/，所以學界一致擬爲/d͡z/。然而對於其送氣性質並無一致意見，有的學者認爲是送氣音[d͡zʱ]，也有的認爲是不送氣音[d͡z]，或者無所謂送氣或者平送仄不送等。不過，這個聲母在送氣不送氣方面，並沒有對立音位。
| 聲母 | 高本漢 | 李方桂 | 陸志韋 | 王力 | 周法高 | 李榮 | 邵榮芬 | 蒲立本 | 董同龢 | 鄭張尚芳 | 潘悟雲 | 《廣韻》字數 |
| ---- | ------ | ------ | ------ | ---- | ------ | ---- | ------ | ------ | ------ | -------- | ------ | ------------ |
| 從   | dzʱ    | dz     | dz     | dzʱ  | dz     | dz   | dz     | dz     | dzʱ    | dz       | dz     | 547          |

註：過往學界曾用逆撇號「ʻ」代表送氣音，後來國際語音學學會已規範以「ʱ」作爲濁音送氣符號，上表亦依規範統一。

## 現代方言、語言中的讀音
在北京音系中，從母平聲爲漢語拼音c [tsʰ]（洪音）或q[tɕʰ]（細音）；仄聲為爲漢語拼音z [ts]（洪音）或j [tɕ]（細音）。
在分尖團的官話方言如南京音系中，平聲從母爲拼音c [tsʰ]，且聲調爲陽平；仄聲為爲拼音z [ts]。

## 參閱
廣韻查詢系統-從母 （页面存档备份，存于）